# يوجي كيمورا
يوجي كيمورا (باليابانية: 木村 祐志) (5 أكتوبر 1987 في ميناتو في اليابان – )؛ هو لاعب كرة قدم ياباني سابق كان يلعب كلاعب وسط.

## وصلات خارجية
- يوجي كيمورا على موقع رابطة كرة القدم اليابانية للمحترفين (اليابانية)
- يوجي كيمورا على موقع قاعدة بيانات كرة القدم.إي يو (الإنجليزية)
- يوجي كيمورا على موقع Soccerway.com (الإنجليزية)
- يوجي كيمورا على موقع عالم كرة القدم.نت (الإنجليزية)